# Martin Schürz
Martin Schürz (* 1964 in Wien) ist ein österreichischer Volkswirt und Psychotherapeut.

## Leben
Martin Schürz wurde 1964 in Wien geboren, studierte Volkswirtschaft an der Wirtschaftsuniversität Wien; dies schloss ab mit einer Dissertation bei Ewald Nowotny über den Wechselkurs als Stabilisierungsinstrument in Chile von 1975 bis 1988. Ergänzend absolvierte Schürz ein Studium der Politikwissenschaften am Institut für Höhere Studien; zusätzlich ist er ausgebildeter Individualpsychologe.
Seit 1993 arbeitet er als Volkswirt an der Österreichischen Nationalbank in Wien – dabei forscht er zu Fragen der Verteilung und Einkommensgerechtigkeit. Zusätzlich ist er als  Lektor an der Wirtschaftsuniversität Wien beschäftigt sowie als Psychotherapeut in der Boje, einem Ambulatorium für Kinder und Jugendliche in Krisensituationen.

## Auszeichnungen
- 2015: Progressive economy award des Europäischen Parlaments
- 2016, gemeinsam mit Pirmin Fessler: Kurt-Rothschild-Preis für die Arbeit Private wealth across European countries: the role of income, inheritance and the welfare state[5]
- 2017/2018: Research-Fellow am Institut für die Wissenschaften vom Menschen in Wien[6]
- 2019, für Überreichtum: Bruno-Kreisky-Preis für das politische Buch

## Publikationen
- 1992: Der Wechselkurs als Stabilisierungsinstrument : Chile 1975–1988. Dissertation Wirtschaftsuniv. Wien. (Bibliographischer Nachweis).
- 2015: gemeinsam mit Pirmin Fessler: Private wealth across European countries: the role of income, inheritance and the welfare state (= EZB Working Paper. Nr. 1845). (Volltext [PDF]).
- 2017: gemeinsam mit Nikolaus Dimmel, Julia Hofmann und Martin Schenk (Hrsg.): Handbuch Reichtum. Studienverlag, Innsbruck/Wien/Bozen, ISBN 978-3-7065-5590-6.
- 2019: Überreichtum. Campus, Frankfurt, ISBN 978-3-593-51145-0.
- 2022, gemeinsam mit Markus Marterbauer: Angst und Angstmacherei – für eine Wirtschaftspolitik, die Hoffnung macht. Zsolnay, Wien, ISBN 978-3-552-07311-1